# Bacillariaceae
Bacillariaceae é a única família da ordem monotípica Bacillariales de diatomáceas do filo Heterokonta. Algumas espécies, entre as quais as do género Nitzschia, ocorrem em ambientes halofílicos, como, por exemplo, os lagos salgados sazonais conhecidos por Salares de Macadicadi no Botsuana.

## Taxonomia e sistemática
Na sua presente circunscrição taxonómica a família inclui os seguintes géneros:
- Bacillaria Gmelin
- Cylindrotheca Rabenh.
- Cymbellonitzschia Hustedt in A.Schmidt et al.
- Denticula Kütz.
- Denticulopsis R. Simonsen and T. Kanaya, 1961
- Fragilariopsis Hustedt in A. Schmidt
- Hantzschia Grunow
- Neodenticula Akiba and Yanagisawa
- Nitzschia Hassall
- Pseudo-nitzschia H. Perag. in H.Perag. and Perag.
- Tryblionella W.Sm.